# Дягілева
Дя́гілева (рос. Дягилева) — присілок у складі Байкаловського району Свердловської області. Входить до складу Краснополянського сільського поселення.
Населення — 19 осіб (2010, 36 у 2002).
Національний склад населення станом на 2002 рік: росіяни — 100 %.